# Іон Раціу
Іон Аугустін Миколу Раціу (рум. Ion Augustin Nicolae Rațiu; 6 червня 1917, Турда — 17 січня 2000, Лондон) — румунський християнсько-демократичний політик. Політемігрант за часів фашистського та комуністичного режимів. У 1990-ті роки — видатний діяч Національно-церенистської християнсько-демократичної партії, депутат парламенту, кандидат в президенти Румунії.

## Походження та освіта
Належав до роду трансільванських шляхтичів. Народився 1917 року в родині відомого адвоката. У 1938 році здобув юридичну освіту в Клужському університеті Бабеш-Больяї. Продовжив освіту в Кембриджі, в 1943 році здобув ступінь з економіки.
У 1940 році Іон Раціу був призначений радником румунського посольства у Великій Британії.

## Півстоліття еміграції
Після зречення короля Кароля II і встановлення в Румунії фашистської диктатури Раціу подав у відставку з дипломатичної служби і попросив політичного притулку у Великій Британії. Перебував у складі "Національного комітету «Вільна Румунія», орієнтованому на західних учасників антигітлерівської коаліції.

У 1940 році я став біженцем на Захід від німецького нацизму. Тому що я не хочу жити в умовах диктатури, будь-якої диктатури.
Іон Раціу

Після того, як в Румунії встановився комуністичний режим, Раціу був змушений залишитися в Лондоні. Залишався в еміграції впродовж 50 років. Займався експедиторським бізнесом, заснував транспортні фірми J. R. Shipping Co і Regent Line. Консультував швейцарських фінансистів з питань румунської економічної проблематики.
Іон Раціу був активний в середовищі румунської антикомуністичної еміграції. Брав участь в організації Proces al Mișcării Naționale de Rezistență (Процес руху національного опору). Виступав на захист Олівіу Белдеану — антикомуністичного активіста, який організував у лютому 1955 році напад на румунське посольство в Берні.
У 1979 році Іон Раціу заснував «Фонд Раціу», в 1984 році заснував Uniunea Mondială a Românilor Liberi — Всесвітній союз вільних румунів. Виступав з політичними оглядами на Бі-Бі-Сі та Радіо «Вільна Європа», видавав двомовну газету The Free Romanian / Românul liber. Стояв на позиціях безкомпромісного антикомунізму, закликав західні уряди до більш жорсткої та послідовної політики в Холодній війні.

## У післяреволюційної політиці
Після перемоги Румунської революції 1989 року Іон Раціу повернувся на батьківщину. Брав участь у відновленні історичної Націонал-церенистської партії (в якій перебував у молодості) під назвою Націонал-церенистської християнсько-демократичної партії. На християнсько-демократичній основі він поступово еволюціонував від правого консерватизму до ліберального консерватизму.
На виборах 1990 року балотувався в президенти Румунії, отримав 4,29 % голосів. Тричі обирався від християнських демократів депутатом румунського парламенту, був віце-спікером палати депутатів. Брав участь у переговорах про приєднання Румунії до НАТО.
У травні 1991 році з допомогою фахівців з британської The Guardian Іон Раціу заснував газету Cotidianul — перше післяреволюційне приватне видання Румунії.
У грудні 1991 року Іон Раціу проявив стійкість і жорсткість при вторгненні шахтарів у румунський парламент. Єдиний з депутатів, він різко зажадав від них піти. Протестувальники-шахтарі оцінили хоробрість майже 75-річного інтелігента, скандуючи «Раціу — в президенти!»

## Смерть і пам'ять
Помер Іон Раціу в Лондоні 2000 року, в колі сім'ї. Згідно із заповітом, похований у рідній Турді. Траурна церемонія була ускладнена позицією православного духовенства, представники якого заперечували проти проведення обряду в місцевому храмі (побудованому свого часу за участю родини Раціу). Причина полягала в тому, що Іон Раціу був греко-католиком, а будівлю у 1948 році, при комуністичній владі, було передано православній церкві. Обряд проводився просто неба.
Національний коледж Клуж-Напока щорічно присуджує премію імені Іона Раціу. Функціонує проєкт розвитку шкіл, що передбачає фінансування з фонду Раціу. Нагороди вручаються в урочистій обстановці наприкінці кожного навчального року. Особиста бібліотека Іона Раціу передана університету Клуж-Напока.
З 2004 року діє громадська організація «Центр Раціу для демократії». Мета організації — пропаганда демократичних цінностей, підтримка відповідних проєктів.

## Родина
У 1945 році Іон Раціу одружився в Лондоні з англійкою Елізабет Пілкінгтон. Дружина була його політичним однодумцем і соратницею. Сини Іона Раціу — Індрей-Штефан та Ніколу-Крістофер — великі румунські підприємці.

## Цікаві факти
Серед румунських політиків Іон Раціу відрізнявся певною стилістикою, важливим елементом якої був незмінна краватка-метелик.